# وینلند (فلوریدا)
وینلند (به انگلیسی: Vineland) یک منطقهٔ مسکونی در ایالات متحده آمریکا است که در شهرستان اورنج، فلوریدا قرار دارد.